# Lana (flod)
Lana (på albanska även Lanë) är den huvudsakliga vattenströmmen som korsar Tirana, Albaniens huvudstad. Lanas källa ligger i bergen öster om Tirana. Tidigare flöt rent vatten i Lana, där det idag flyter avloppsvatten. Förr låg flertalet byggnader belägna utmed floden vilka rensades bort genom en kampanj av Tiranas tidigare borgmästare Edi Rama. Idag kantas floden av olika trädslag och gräs. På grund av vattnets höga föroreningsgrad finns det inget fiskbestånd i floden. Lana flyter samman med Tiranafloden nära Bërxullë.